# Rémo Meyer
Rémo Meyer (* 12. November 1980 in Langenthal, Schweiz) ist ein ehemaliger Schweizer Fussballspieler. Er spielte im defensiven oder rechten Mittelfeld, wurde aber auch in der Abwehr aufgestellt. Später wurde er als Fußballtrainer und -funktionär tätig. Seit 2017 ist er Sportchef des FC Luzern.

## Karriere
In seiner Jugendzeit spielte Meyer beim FC Altbüron-Grossdietwil und beim FC Langenthal. Seine Karriere im Profifussball begann er beim FC Luzern in der Saison 1997/98 in der höchsten Schweizer Liga (damals Nationalliga A), 2000 wechselte er zu Lausanne-Sports. Nach 97 Spielen und fünf Toren in der Nationalliga A verliess Meyer die Schweiz 2002, als er in die 1. Bundesliga nach Deutschland zum TSV 1860 München wechselte. 2004 stieg er mit dem Verein in die 2. Bundesliga ab. Er blieb in der 1. Bundesliga bei 42 Einsätzen torlos; in der 2. Bundesliga erzielte er in 44 Spielen zwei Tore. Nach der Saison 2005/06 entschied er sich gegen eine Verlängerung seines auslaufenden Vertrags und wechselte zu Red Bull Salzburg in die österreichische T-Mobile Bundesliga. Daneben spielte er unter anderem bei der U-21-EM 2002 für die Schweiz und bestritt danach bis 2004 für die A-Nationalmannschaft fünf Länderspiele.
2007 konnte er mit den Salzburgern den österreichischen Meistertitel gewinnen. Bei elf Spielen erzielte er einen Treffer. In der darauffolgenden Saison konnte Meyer kaum Spiele für die Mozartstädter absolvieren, da er an Oberschenkel- sowie Knieproblemen laborierte. In der Meistersaison 2008/09 wurde Meyer innerhalb des Vereins für zwei Spiele von Trainer Co Adriaanse suspendiert und später wieder in das Kader aufgenommen, er spielte insgesamt zehn Spiele in der Saison 2008/09. Nach dieser eher enttäuschenden Saison blieb er über eine Saison vereinslos und wechselte im September 2010 zu seinem Stammverein FC Altbüron-Grossdietwil in die 3. Schweizer Regional-Liga.
Seit der Saison 2014/15 war er beim FC Hochdorf in der 5. Schweizer Liga Spielertrainer. Dort beendete er schliesslich 2017 seine Karriere. Seitdem ist er als Sportchef (Sportkoordinator) beim FC Luzern tätig (Stand: Juni 2025).

## Erfolge
- Teilnahme an der U-21-EM 2002 in der Schweiz (Halbfinal)
- 2 × österreichischer Meister mit Red Bull Salzburg (2007, 2009)